# Operacija Štit
Operacija Štit bila je tajna vojna, policijska i diplomatska akcija koji su sprovodili srbijanski MUP i JNA. Sprovođenje je počelo nakon razoružavanja TO Hrvatske kad su 23. svibnja 1990., nekoliko dana prije okupljanja prvog demokratskog saziva Sabora jugokomunističke vlasti dopustile da JNA otme oružje Teritorijalne obrane Hrvatske i smjesti ga u skladišta JNA, a tad je operacija pokrenuta. Glavni cilj ove opracije je bio pod svaku cijenu onoemogućiti da se Hrvatska naoruža i time ujedno spriječi osamostaljivanje Hrvatske. Posegnuli su posrednom strategijom, služeći se i diplomatskim kanalima, a Hrvatskoj su onemogućili da se legalnim putem naoruža. Tad je Budimir Lončar u Vijeću sigurnosti UN-a 25. rujna 1991. zatražio i dobio uvođenje sramotnog embarga na uvoz oružja. Embargo je bio na korist velikosrpskim snagama koji su obilovali oružjem, a Hrvatska je ostala na policijskim puškama i pištoljima te lovačkim oružjem. Poslije tog vanjskog poteza, unutarnjim manevrom pokušavali su onemogućiti da se Hrvatska naoruža na crnom tržištu.
Dana 31. kolovoza 1991., JNA je na zagrebačkoj zračnoj luci Plesu uhitila hrvatsko-kanadskog poduzetnika Antuna Kikaša u Boeingu 737 ugandske zrakoplovne tvrtke, s 18 tona lakog pješačkog i protuoklopnog naoružanja namijenjenog MUP RH i ZNG-u. Nekoliko mjeseci kasnije, u svijet je plasiran KOS-ov film s Martinom Špegeljom. Istovremeno su sprovodili operacije Proboj-1 i Proboj-2.